# Anton I van Ligny
Anton I van Ligny (circa 1450 - 1519) was van 1482 tot aan zijn dood graaf van Brienne en van 1510 tot aan zijn dood graaf van Ligny. Hij behoorde tot het huis Luxemburg.

## Levensloop
Anton I was de jongste zoon van Lodewijk van Luxemburg, graaf van Saint-Pol, uit diens huwelijk met Johanna van Bar, gravin van Marle en Soissons.
In 1465 vocht hij onder het bevel van zijn vader mee in de militaire campagne van de Ligue du Bien Public tegen koning Lodewijk XI van Frankrijk. In 1472 benoemde de Bourgondische hertog Karel de Stoute, de voornaamste vijand van Lodewijk XI, hem tot luitenant-generaal van het hertogdom. Vanaf dan richtte hij verwoestingen aan in het grensgebied tussen Champagne en Bourgondië, voornamelijk het territorium van de graaf van Tonnerre. Uiteindelijk werd hij in 1475 tijdens een veldslag nabij Guipy door de troepen van Lodewijk XI gevangengenomen en opgesloten in de toren van Bourges. Hij kwam pas vrij na het betalen van 40.000 écu losgeld.
In 1482 werd hij na de dood van zijn oudere broer Peter II van Saint-Pol graaf van Brienne. In 1510 erfde hij na de dood van Karel van Bourbon-Roussillon eveneens het graafschap Ligny. Bovendien werd Anton in zijn latere leven kamerheer van koning Lodewijk XII van Frankrijk en was hij vaak betrokken bij belangrijke onderhandelingen. Hij overleed in 1519.

## Huwelijken en nakomelingen
In 1472 huwde Anton met Antoinette de Bauffremont, gravin van Charny en Montfort. Ze kregen een dochter Philiberta (overleden in 1539), die huwde met Jan IV van Chalon-Arlay, prins van Orange.
Zijn tweede echtgenote was Francisca, dochter van Filips I van Croÿ, graaf van Chimay. Ze kregen een zoon:
- Karel I (1488-1530), graaf van Brienne en Ligny, huwde in 1510 met Charlotte, dochter van Jacques d'Estouteville, baron van Ivry-la-Chaussée
  - Anton II (overleden in 1557), graaf van Brienne en Ligny, huwde met Margaretha, dochter van René van Savoye, graaf van Villars
    - Jan (1537-1576), graaf van Brienne en Ligny, huwde met Guillemette, dochter van Robrecht IV van der Marck, hertog van Bouillon
    - Frans (1542-1613), hertog van Piney-Luxembourg
    - Madeleine, huwde met Christophe Juvénal des Ursins, markgraaf van Traînel

  - Lodewijk (overleden in 1571), graaf van Roussy, huwde met Antoinette van Amboise, vrouwe van Chaumont
  - Jan (1515-1548), bisschop van Pamiers
  - Guillemette, huwde met Frans van Vienne, heer van Antigny
  - Françoise (1520-1566), vrouwe van Roussy, huwde eerst in 1535 met markgraaf Bernhard III van Baden-Baden en daarna in 1543 met graaf Adolf IV van Nassau-Idstein
  - Antoinette, abdis van de Notre-Dame-abdij van Yerres
  - Maria, abdis van de Notre-Dame-abdij van Troyes

Zijn derde echtgenote was Gillette, dochter van Olivier de Coëtivy, graaf van Taillebourg en weduwe van Jacques d'Estouteville, de schoonvader van zijn zoon. Het huwelijk bleef kinderloos.
Ook had hij een aantal buitenechtelijke kinderen.